# Iwafune
Iwafune (岩舟町 Iwafune-machi?) a fost un oraș în Japonia, în districtul Shimotsuga al prefecturii Tochigi. La 5 aprilie 2014, Iwafune a fost alipit municipiului Tochigi.